# Reactor australiano de agua liviana en pileta abierta
El Reactor Australiano de Agua Ligera de Cubeta Abierta (nombre original en inglés: Open-pool Australian lightwater reactor, OPAL) es un  reactor de investigación nuclear de cubeta, con una potencia de 20 megavatios (MW). Inaugurado oficialmente en abril de 2007, reemplazó al Reactor australiano de alto flujo como el único reactor nuclear de Australia, y está ubicado en el Establecimiento de Investigación de la Organización Australiana de Ciencia y Tecnología Nuclear (ANSTO) en Lucas Heights, un suburbio de Sídney. Tanto el OPAL como su predecesor han sido comúnmente conocidos simplemente como el reactor de Lucas Heights.

## Utilización
Los principales usos del reactor son:
- Irradiación de materiales objetivo para producir radioisótopos para aplicaciones médicas e industriales.
- Investigación en los campos de la ciencia de materiales y la biología estructural utilizando haces de neutrones y su sofisticado conjunto de equipos experimentales.
- Análisis de minerales y muestras utilizando la técnica de análisis por activación neutrónica y la técnica de activación neutrónica retardada.
- Irradiación de lingotes de silicio para doparlos con fósforo y producir el material básico utilizado en la fabricación de dispositivos semiconductores.

El reactor funciona en un ciclo de operación de 30 días ininterrumpidos a plena potencia, seguido de una parada de 5 días para reorganizar el combustible. Normalmente, funciona durante un total de unos 300 días al año.

## Historia
La empresa argentina INVAP se encargó de la totalidad de los trabajos de construcción del OPAL mediante un contrato llave en mano, firmado en junio de 2000, realizando el diseño, la construcción y la puesta en servicio. La construcción civil local fue realizada por el socio de INVAP, John Holland-Evans Deakin Industries. La instalación cuenta con una gran fuente de neutrones fríos de deuterio líquido (20 litros (5,3 galAm)) y un moderno sistema de guía de las partículas generadas mediante superespejos de neutrones, alojado en una sala de 35 x 65 metros (38,3 x 71,1 yd). La fuente de frío fue diseñada por el Instituto de Física Nuclear de Petersburgo, el sistema criogénico fue diseñado y suministrado por la empresa Air Liquide y el conjunto inicial de cuatro superespejos de guía fue suministrado por Mirrotron.
El 17 de diciembre de 2001, 46 activistas de Greenpeace ocuparon las instalaciones de Lucas Heights para protestar por la construcción del OPAL. Los manifestantes lograron acceder al recinto de la instalación nuclear, al reactor HIFAR, al almacén de residuos radiactivos de alta actividad y a la torre de radio. Su protesta destacó los riesgos ambientales y de seguridad de la producción de materiales nucleares y el traslado de desechos radiactivos desde la instalación.
El OPAL fue inaugurado el 20 de abril de 2007 por el entonces primer ministro de Australia John Howard, con el cometido de sustituir al antiguo reactor australiano de alto flujo. La ANSTO recibió una licencia de funcionamiento de la Agencia Australiana para la Seguridad Nuclear y Protección contra la Radiación (ARPANSA) en julio de 2006, lo que le permitió comenzar la puesta en servicio en caliente, tras realizarse la carga del combustible en el núcleo del reactor. El OPAL pasó al estado de masa crítica por primera vez en la tarde del 12 de agosto de 2006, y alcanzó su máxima potencia por primera vez en la mañana del 3 de noviembre de 2006.

## Detalles de las instalaciones
El núcleo del reactor consta de 16 bloques de combustible poco enriquecido de tipo placa y está ubicado debajo de 13 metros (14,2 yd) de agua en una piscina abierta. Se utiliza agua ligera (H2O normal) como refrigerante y moderador, mientras que el agua pesada (D2O) se utiliza como reflector de neutrones. El objetivo del reflector de neutrones es mejorar la economía de neutrones en el reactor y, por tanto, aumentar el flujo máximo de neutrones.
El OPAL es la pieza central de las instalaciones de la ANSTO que permite la producción de preparados radiofarmacéuticos y radioisótopos, prestar servicios de irradiación (incluida la transmutación de silicio mediante su dopaje con neutrones), y realizar investigaciones mediante análisis por activación neutrónica y haces de neutrones. Es capaz de producir cuatro veces más radioisótopos para tratamientos de medicina nuclear que el antiguo reactor australiano de alto flujo, y una gama más amplia de radioisótopos para el tratamiento de enfermedades. El diseño moderno incluye una fuente de neutrones fríos (CNS).
El reactor OPAL había recibido siete premios en Australia.

## Instalación de dispersión de neutrones del OPAL
El Instituto Bragg de la ANSTO alberga las instalaciones de dispersión de neutrones del OPAL, que funciona como una instalación para usuarios que presta servicios a la comunidad científica en Australia y en todo el mundo. En 2009 se recibió nueva financiación para instalar más instrumentos y sistemas de haces de neutrones competitivos. La instalación actual comprende los siguientes instrumentos:

### EQUIDNA

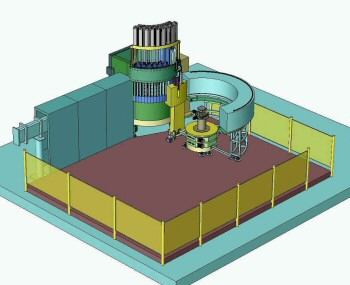
Dibujo de ingeniería del difractómetro de polvo de alta resolución ECHIDNA (agosto de 2003)

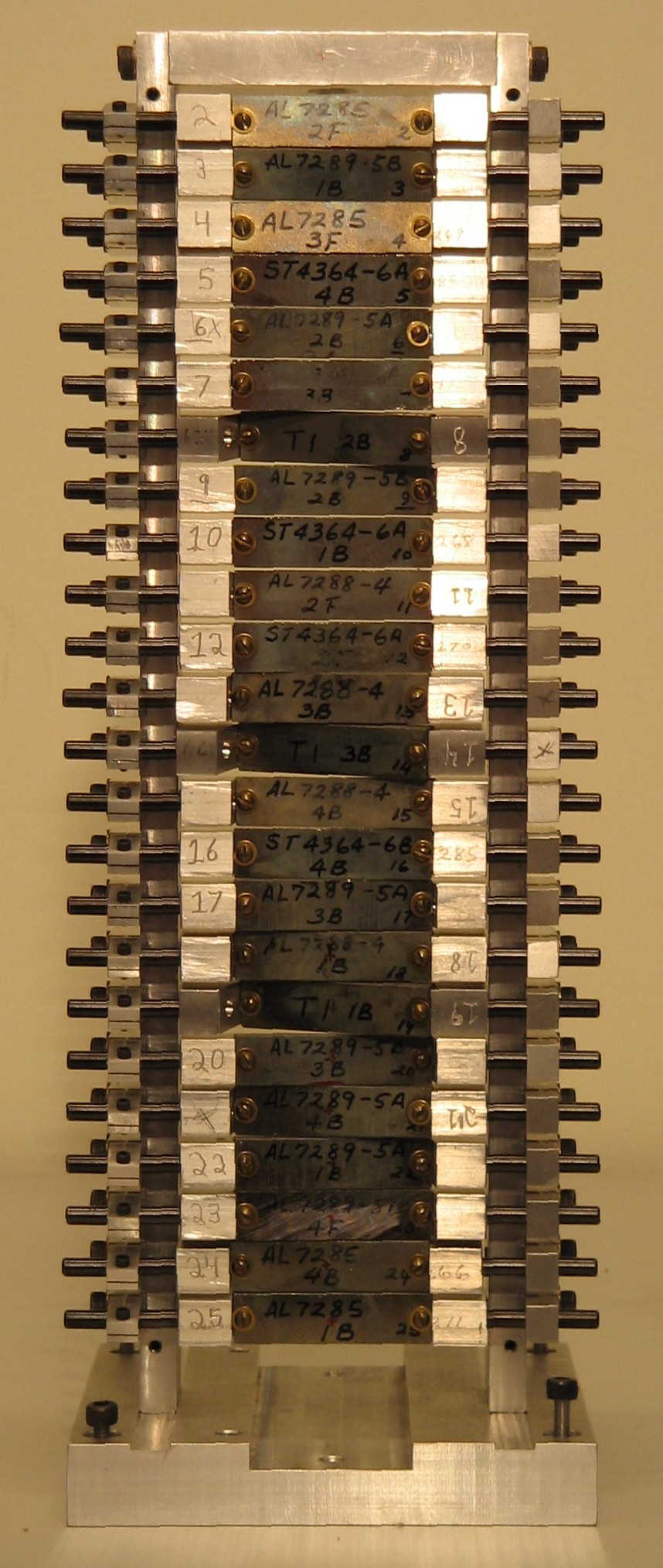
El monocromador Ge-115, adquirido al Laboratorio Nacional de Brookhaven

ECHIDNA es el nombre del difractómetro de polvo por neutrones de alta resolución, que sirve para determinar las estructuras cristalinas de los materiales utilizando radiación por neutrones de forma análoga a las técnicas de rayos X. Lleva el nombre del equidna, un monotremata australiano, ya que los picos con aspecto de espinas del instrumento parecen un equidna.
Opera con neutrones térmicos. Una de las características principales es el conjunto de 128 colimadores y detectores sensibles a la posición para una rápida adquisición de datos. El ECHIDNA permite determinar la estructura, medir la textura y analizar el espacio recíproco de cristales individuales en la mayoría de los entornos de muestras diferentes, al servicio de las comunidades de física, química, materiales, minerales y ciencias de la tierra. Es parte del parque de instrumentos del Instituto Bragg de dispersión de neutrones.

#### Componentes
- Guía de neutrones
El instrumento está ubicado en el sistema de guía TG1 de neutrones térmicos del reactor OPAL. La distancia desde el reactor es de 58 metros (63,4 yd). La posición es la segunda en el sistema de guía después del instrumento WOMBAT. El tamaño de la guía es de 300 milímetros (11,8 plg) de alto por 50 milímetros (2 plg) de ancho y está recubierta con  superespejos.
- Colimador primario
Dispone de colimadores Söller situados por delante del monocromador para reducir la divergencia del haz y aumentar la resolución angular del instrumento. Dado que se trata de un compromiso entre intensidad y precisión, se dispone de dos elementos de 5' y 10', respectivamente, que pueden intercambiarse o eliminarse por completo mediante un mecanismo automatizado. Los colimadores cubren todo el tamaño del haz emitido por la guía de neutrones.
- Monocromador
El monocromador está formado por placas de cristales de germanio orientados de índice de Miller [115], que están inclinados uno hacia el otro para enfocar el haz de Bragg reflejado. El dispositivo fue adquirido al Laboratorio Nacional de Brookhaven en los EE. UU. después del cierre de su instalación de neutrones.
- Colimador secundario
Opcionalmente, se puede colocar un colimador secundario con rango angular 10' y 200 x 20 milímetros (7,9 x 0,8 plg) en el haz monocromático entre el monocromador y la muestra, lo que nuevamente influye en la función de resolución del instrumento.
- Sistema de rendijas
Dos juegos automatizados de pares horizontales y verticales de placas absorbentes permiten reducir el tamaño del haz monocromático antes del colimador secundario para adaptarlo al tamaño de la muestra. Eliminan neutrones no deseados y reducen el fondo cerca del detector. Además, permiten seleccionar la posición de la muestra a estudiar.
- Monitor de haz
Un  monitor de fisión del 235U mide la cantidad de neutrones incidentes en la muestra. La eficiencia es del orden de 10−4 y la mayoría de los neutrones atraviesan el dispositivo sin ser perturbados. Los recuentos del monitor son importantes para corregir las variaciones del flujo del haz debidas a cambios en el reactor o en el instrumental situado en la parte anterior del sistema.
- Etapa de muestra
La muestra está soportada por un goniómetro adecuado para orientar muestras pesadas que consta de un eje de rotación omega vertical de 360°, mesas de traslación x-y y una plataforma de inclinación cruzada chi-phi con un rango de ±20°. Puede manejar muestras de unos cientos de kilogramos, como criostatos, hornos, imanes, marcos de carga, cámaras de reacción u otros. Una muestra de polvo típica se introduce en latas de vanadio que proporcionan poco fondo no estructurado, lo que permite medir cambios en la muestra en función de parámetros externos, como temperatura, presión, campo magnético, etc. La etapa del goniómetro es redundante para la mayoría de las mediciones de difracción de polvo, pero es importante para mediciones de textura y monocristales, donde la orientación de la muestra juega un papel crucial.
- Detector colimador
Un conjunto de 128 detectores, cada uno equipado con un colimador de 5' al frente, dispuestos en un sector de 160° que enfoca la muestra. Los colimadores seleccionan la radiación dispersada en rangos bien definidos de 128 posiciones angulares. Toda la configuración de los colimadores y de los detectores está montada en una mesa común que se escanea en pasos más finos alrededor de la muestra, para luego combinarse en un patrón de difracción continuo.
- Tubos detectores
Los 128 tubos lineales detectores rellenos de gas 3He sensibles a la posición cubren toda la altura de apertura de 300 milímetros (11,8 plg) detrás de los colimadores. Determinan la posición del evento de neutrones mediante la división de carga sobre el ánodo resistivo hacia cada extremo del detector. Las tasas de conteo general y local se encuentran en el rango de varios 10000 Hz.

### PLATYPUS
El PLATYPUS (ornitorrinco en inglés) es un reflectómetro de neutrones de tiempo de vuelo, construido sobre la fuente de neutrones fríos. El instrumento sirve para determinar la estructura de interfaces utilizando haces de neutrones altamente colimados. Estos rayos se proyectan sobre la superficie en ángulos bajos (normalmente menos de 2 grados) y la intensidad de la radiación reflejada se mide en función del ángulo de incidencia.
Funciona utilizando neutrones fríos con una banda de longitud de onda de 0,2 a 2,0 nm. Aunque se requieren hasta tres ángulos de incidencia diferentes para cada curva de reflectividad, la naturaleza del tiempo de vuelo significa que las escalas de tiempo de los procesos cinéticos son accesibles. Al analizar la señal reflejada, se construye una imagen de la estructura química de la muestra. Este instrumento se puede utilizar para examinar biomembranas, bicapas lipídicas, magnetismo, capas de tensioactivos adsorbidos y otras sustancias.
Lleva el nombre de ornitorrinco, el mamífero monotrema semiacuático originario de Australia.

### WOMBAT
El WOMBAT es un difractómetro de polvo que emplea altas intensidades de neutrones. El instrumento sirve para determinar las estructuras cristalinas de materiales mediante radiación de neutrones mediante técnicas análogas a las empleadas con rayos X. Lleva el nombre del wombat, un marsupial originario de Australia.
Operará con neutrones térmicos. Ha sido diseñado para lograr la máxima velocidad de flujo y adquisición de datos con el fin de ofrecer patrones de difracción resueltos en el tiempo en una fracción de segundo. El WOMBAT se dedica a realizar estudios "in situ" e investigaciones en las que el tiempo es crítico, como determinaciones de estructuras, mediciones de texturas y análisis espacial recíproco de cristales individuales en la mayoría de los entornos de muestras diferentes, al servicio de las comunidades de física, química, materiales, minerales y ciencias de la tierra.

### KOWARI
El KOWARI es un difractómetro de neutrones para medir tensiones residuales. El escaneo de deformaciones utilizando neutrones térmicos es una técnica de difracción de polvo en un bloque de material policristalino que investiga el cambio del espaciado atómico debido a tensiones internas o externas. Lleva el nombre del kowari, un marsupial australiano.
Proporciona una herramienta de diagnóstico no destructiva para optimizar el tratamiento térmico posterior de estructuras soldadas (un proceso similar al revenido). Las tensiones de compresión inhiben el crecimiento de grietas en los materiales (por ejemplo, como en el caso de orificios expandidos en frío sujetos a ciclos de fatiga). Las estrategias de extensión de vida tienen un alto impacto económico y el escaneo de tensiones proporciona las tensiones necesarias para calcular la vida restante, así como los medios para monitorear el estado de los componentes, ya que no es destructivo. Una de las características principales es la mesa de muestra que permitirá examinar grandes componentes de ingeniería mientras los orienta y posiciona con mucha precisión. [cita requerida]

### Otros
- TAIPAN - Espectrómetro térmico de 3 ejes[10]
- KOALA - Difractómetro Laue[11]
- QUOKKA - Dispersión de neutrones de ángulo pequeño[12]
- PELICAN - Espectrómetro de tiempo de vuelo de neutrones fríos[13]
- SIKA - Espectrómetro de neutrones fríos de 3 ejes[14]
- KOOKABURRA - Dispersión de neutrones de ángulo ultrapequeño (USANS)[15]
- DINGO - Radiografía, Tomografía e Imágenes de Neutrones[16]

## Rendimiento
Durante las etapas iniciales de prueba y puesta en servicio, cada equipo y sistema se probó de forma aislada y luego de manera integrada. Las primeras pruebas se llevaron a cabo sin combustible nuclear cargado en el núcleo, y luego se siguió un plan cuidadoso para cargar combustible nuclear en el núcleo del reactor y alcanzar por primera vez una reacción nuclear en cadena. Se siguieron sucesivos pasos de aumento de potencia para conseguir que el reactor funcionara a la máxima potencia. Una vez finalizada la puesta en servicio, el Organismo Regulador Nuclear Australiano (ARPANSA) emitió una licencia que autoriza su funcionamiento a máxima potencia. Durante los primeros ciclos de operación siguió un período inicial típico de un primer diseño de su tipo.
El reactor ha demostrado ser un proveedor fiable de radiofármacos, al mismo tiempo que sirve como fuente de neutrones para realizar actividades de investigación de materiales utilizando varios instrumentos.
Desde su puesta en servicio, el reactor ha estado funcionando con una disponibilidad muy alta. Así, durante el período 2012-13 operó 265 días a plena potencia (incluido un período extendido de mantenimiento de rutina), durante 2013-14 durante 294 días a plena potencia, y durante 2014-2015 funcionó 307 días a plena potencia.
A septiembre de 2016 había acumulado un total de 2200 Días de Potencia Total equivalentes. Cada ciclo operativo de 30 días se irradian más de 150 lotes de silicio y se produce Mo99 de forma regular para el mercado de la medicina nuclear. El OPAL ha generado 4 millones de dosis. En cuanto a la investigación con neutrones, el Centro Australiano para la Dispersión de Neutrones (anteriormente Instituto Bragg) cuenta con más de 120 científicos y 13 instrumentos operativos de haces de neutrones, y ha producido más de 600 artículos de investigación científica utilizando los neutrones provenientes del núcleo del OPAL.